# Attaque du convoi AN 14
Campagnes d'Afrique, du Moyen-Orient et de Méditerranée (1940-1945)
Batailles
1940
- Vado
- Siège de Malte
- Club Run
- Convoi Espero
- Mers el-Kébir
- Punta Stilo
- Cap Spada
- Hurry
- Cap Passero
- MB.8
- Tarente
- Détroit d'Otrante
- White
- Cap Teulada

1941
- Excess
- Convoi AN 14
- Grog
- Abstention
- Baie de La Sude
- Cap Matapan
- Îles Kerkennah
- Crète
- Galite
- Substance
- Halberd
- Convoi Duisburg
- Cap Bon
- Syrte (1941)
- Rade d'Alexandrie

1942
- Syrte (1942)
- Calendar
- Bowery
- Albumen
- Harpoon
- Vigorous
- Pedestal
- Agreement
- Torch
- Stoneage
- Sabordage de la flotte française à Toulon
- Portcullis
- Banc de Skerki
- Olterra (navire auxiliaire)
- Raid sur Alger

1943
- Zouara
- Convoi de Cigno
- Convoi de Campobasso
- Corkscrew
- Husky
- Gela
- Scylla
- Pietracorbara
- Dodécanèse
  - Rhodes
  - Leros
  - Kos
- Convoi KMF-25A

1944
- Ist
- Raid sur Santorin
- Raid sur Symi
- Port-Cros
- La Ciotat
- Île de Pag

1945
Mer Ligure
- Convois alliés
  - convois de Malte
- Campagne des U-boote
- Campagne adriatique

L' attaque du convoi AN.14 était un engagement naval de la Campagne de la Méditerranée pendant la Seconde Guerre mondiale entre une force navale britannique défendant un convoi de navires marchands, qui avait quitté Port-Saïd et Alexandrie pour Le Pirée et deux torpilleurs italiens qui les ont interceptés au nord de la Crète, le 31 janvier 1941. Les navires italiens, Lupo et Libra, lancèrent chacun deux torpilles. Les torpilles tirées par Libra ont raté leur cible mais une du Lupo a touché le pétrolier britannique Desmoulea de 8 250 tonnes qui a dû être remorqué jusqu'à la baie de Souda en Crète et s'est échoué. Le navire a été mis hors service pour le reste de la guerre. Un autre navire marchand a fait demi-tour et les huit autres navires atteignirent Le Pirée.

## Contexte
Lorsque la guerre italo-grecque a commencé entre l'Italie fasciste et la Grèce le 28 octobre 1940, le Royaume-Uni a commencé à envoyer des fournitures à travers la mer Égée, pour soutenir l'effort de guerre grec. Le gouvernement grec a fourni aux alliés des remorqueurs, des navires portuaires et une base navale pour la flotte britannique dans la baie de Souda en Crète. La Grèce et la Grande-Bretagne avaient conclu un accord de coopération en janvier 1940, qui garantissait les relations commerciales et rendait la flotte marchande grecque disponible pour le transport des fournitures de guerre aux alliés, avant le début de la guerre italo-grecque.

## Convoi AN-14
Le convoi AN-14 de 7 navires marchands britanniques et 3 grecs était escorté de :
- 3 Croiseurs légers : HMS Calcutta (D82), HMS Ajax (22) et HMAS Perth (D29),
- 3 Destroyers : HMS Dainty (H53) (en), HMS Hasty (H24) et HMS Jaguar (F34)
- 2 Corvettes : HMS Peony (K40) et HMS Gloxina

## Action

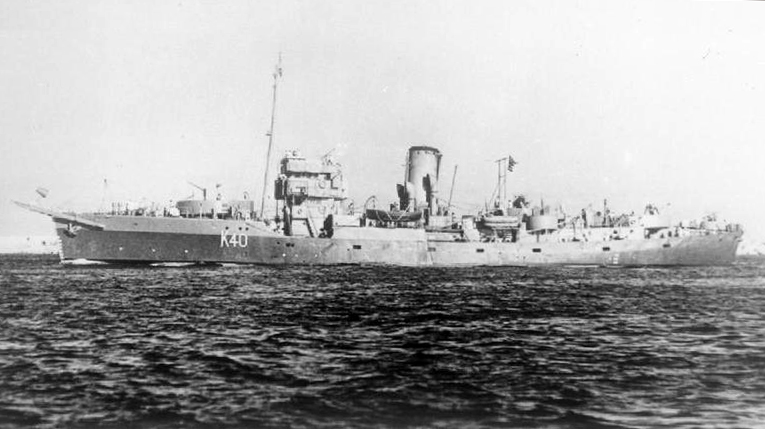
La corvette HMS Peony.

Le 31 janvier 1941, les torpilleurs italiens quittent l'île de Leros et tout en effectuant une recherche anti-sous-marine dans le détroit de Kassos, ils repèrent un convoi allié, escorté par un croiseur et trois destroyers. Les deux navires se sont séparés, pour que Libra distrait l'escorte pendant que Lupo attaque avec ses torpilles de 450 mm qui frappe le pétrolier Desmoulea. Puis Libra lance deux torpilles sur un croiseur sans effet. Les torpilleurs italiens sont engagés par les navires d'escorte mais réussissent à s'enfuir. 
Le pétrolier est pris en remorque à 20h00, après avoir été abandonné par l'équipage. Le troisième officier du génie, George William Donn, a été tué dans l'action. Il est arrivé dans la baie de Souda remorqué, à 8h00 le 1er février et s'est échoué avec sa cargaison intacte. La corvette Peony a survécu à une attaque par des bombardiers à 75 km de Crète et le reste du convoi a atteint Le Pirée le 2 février 1941.

## Conséquences
Desmoulea est resté à Souda Bay pendant plusieurs semaines et la cargaison a été transférée au pétrolier Eocene. Avec les dommages de torpille infligés au cargo Clan Cumming le 19 janvier par le sous-marin italien Neghelli, qui a finalement été détruit.
Cet action fut le seul succès italien contre les convois britanniques dans la mer Égée. Après cela, le convoi est passé par le détroit d'Antikythera plus à l'ouest. Desmoulea a finalement été pris en remorque par le HMS Chakla et escorté à Port-Saïd par les chalutiers anti-sous-marins HMS Lydiard (FY177) et HMS Amber. Il arrivé le 6 mai et s'est amarré au large de la balise ouest de Suez, pour être utilisé comme navire de stockage temporaire. Il a été torpillé de nouveau le 3 août 1941, en attendant des réparations, par des bombardiers allemands. Desmoulea a été remorqué à Bombay, en Inde et s'est échoué deux fois pendant le voyage. Il a été converti en navire-magasin stationnaire, nommé Empire Thaneet resta au port de Cochin jusqu'en 1947, d'où il fut remorqué au Royaume-Uni. Il a été reconstruit sous son nom d'origine en 1949, avant d'être mis en attente en 1955 et mis au rebut en 1961.